# Lesley-Anne Down

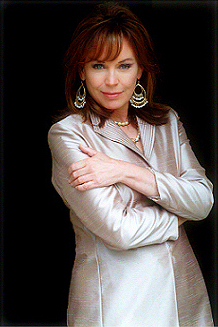
Lesley-Anne Down in Los Angeles (2008)

Lesley-Anne Down (* 17. März 1954 in London) ist eine britische Schauspielerin und ehemaliges Model.

## Karriere
Bereits im Alter von zehn Jahren begann sie mit Modeln und Schauspielen. 1970 wurde sie zu Großbritanniens schönstem Teenagermodel gewählt. Als Schauspielerin bekannt wurde sie mit der Rolle der „Georgina Worsley“ in der britischen Serie Das Haus am Eaton Place, die sie von 1973 bis 1975 spielte. Danach steigerte sie ihren Bekanntheitsgrad mit Filmen wie Inspektor Clouseau, der „beste“ Mann bei Interpol und Das tödliche Dreieck, in dem sie an der Seite von Harrison Ford spielte. 1979 war sie neben Sean Connery und Donald Sutherland in Der große Eisenbahnraub zu sehen. Populär wurde sie jedoch als Madeline Main in der TV-Miniserie Fackeln im Sturm. Außerdem spielte sie 1990 in der Fernsehserie Dallas die Rolle der „Stephanie Rogers“ und von 2003 bis 2012 die „Jacqueline Payne Marone“ in der Soap Reich und Schön.

### Privat
In den 1970er Jahren war sie zehn Jahre lang mit dem Schauspieler und Regisseur Bruce Robinson liiert. Ihr erster Ehemann war von 1980 bis 1981 Enrique Gabriel. Ihre zweite Ehe führte sie von 1982 bis 1985 mit dem renommierten Regisseur William Friedkin (French Connection, Der Exorzist), mit dem sie ihren ersten Sohn bekam (1982). Seit 1985 ist sie mit dem Kameramann und Regisseur Don E. FauntLeRoy verheiratet. Mit ihm hat sie ihren zweiten Sohn, der 1998 zur Welt kam.

## Filmografie (Auswahl)

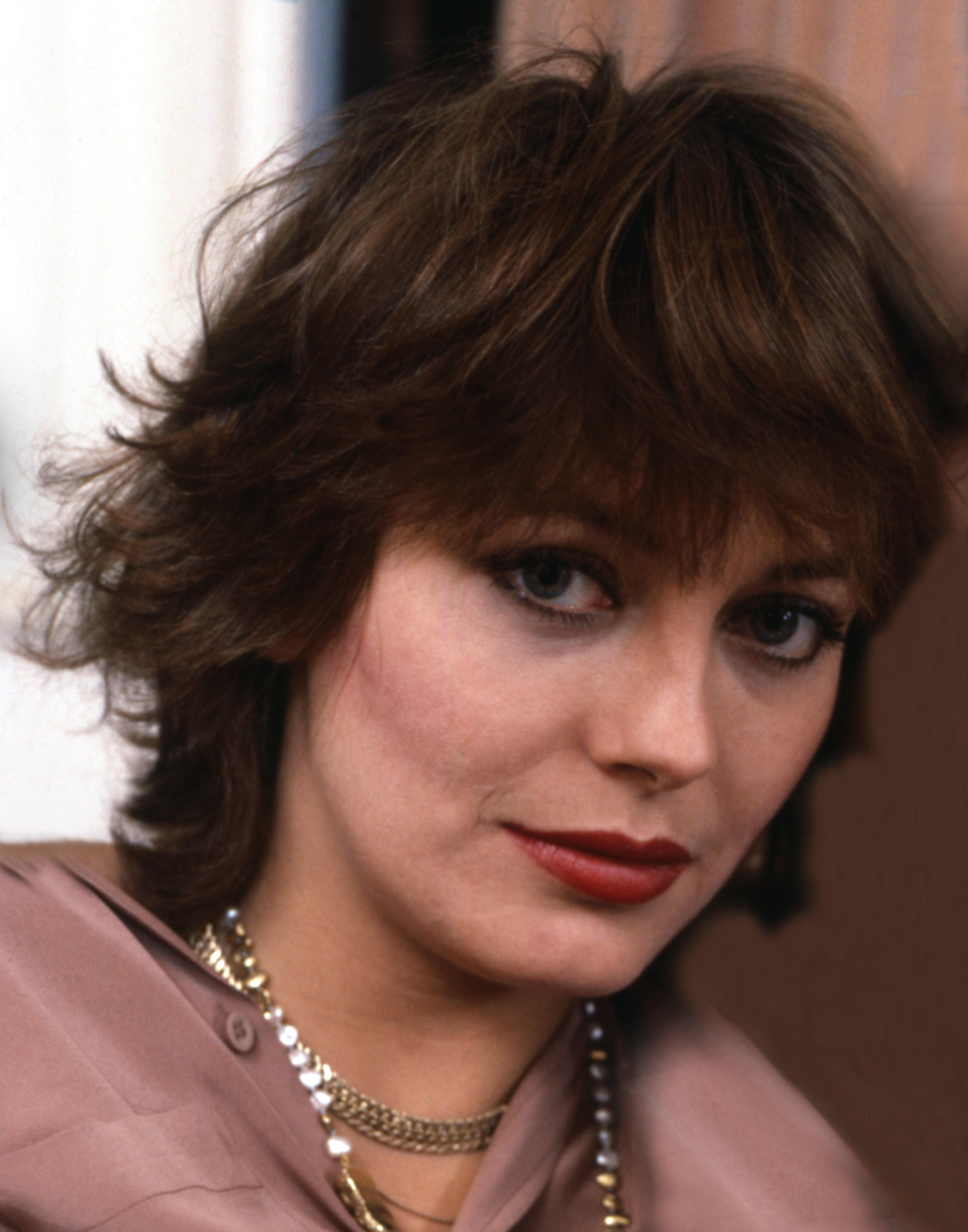
Lesley-Anne Down, 1979

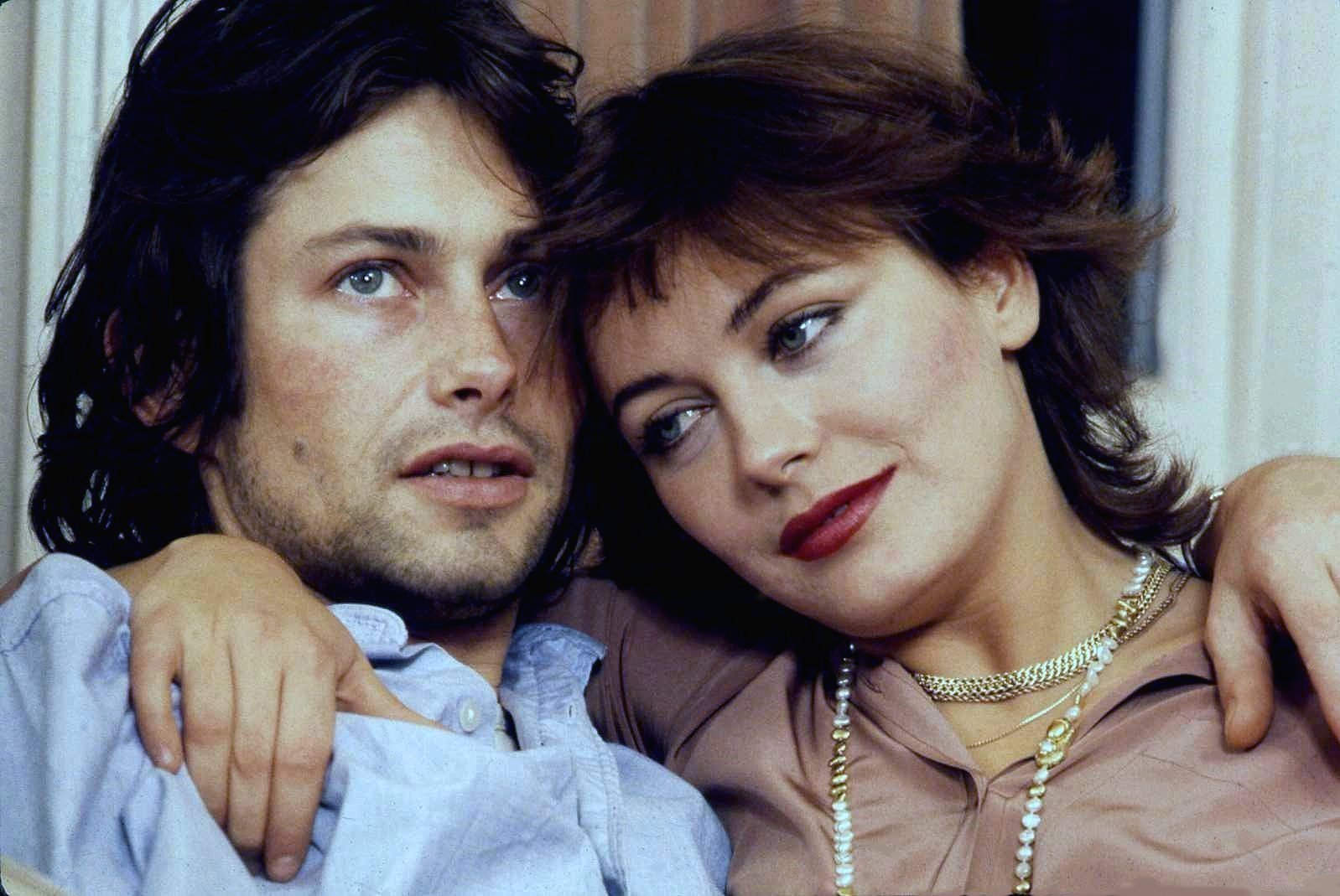
1979 mit Bruce Robinson

- 1969: The Smashing Bird I Used to Know
- 1970: Comtesse des Grauens (Countess Dracula)
- 1971: All the Right Noises
- 1971: Tod im Teufelsgrund (Assault)
- 1972: Papst Johanna (Pope Joan)
- 1973: Scalawag
- 1974: Die Tür ins Jenseits (From Beyond the Grave)
- 1973–1975: Das Haus am Eaton Place (Upstairs, Downstairs, Fernsehserie, 22 Folgen)
- 1975: Brannigan – Ein Mann aus Stahl (Brannigan)
- 1975: Die Füchse (The Sweeney; Fernsehserie, 1 Folge)
- 1976: Inspektor Clouseau, der „beste“ Mann bei Interpol (The Pink Panther Strikes Again)
- 1977: Das Lächeln einer Sommernacht (A Little Night Music)
- 1978: Der Clan (The Betsy)
- 1978: The One and Only Phyllis Dixey (Fernsehfilm)
- 1979: Der große Eisenbahnraub (The First Great Train Robbery)
- 1979: Das tödliche Dreieck (Hanover Street)
- 1980: Der Löwe zeigt die Krallen (Rough Cut)
- 1981: Der Fluch der Sphinx (Sphinx)
- 1982: Das Sterben in Wychwood (Murder Is Easy)
- 1982: Der Glöckner von Notre Dame (The Hunchback of Notre Dame, Fernsehfilm)
- 1984: Die letzten Tage von Pompeji (The Last Days of Pompeii)
- 1985: Im Schatten des Triumphbogens (Arch of Triumph, Fernsehfilm)
- 1985–1994: Fackeln im Sturm (North and South, Miniserie, 6 Folgen)
- 1986: Nomads – Tod aus dem Nichts (Nomads)
- 1987: Scenes from the Goldmine
- 1988: Ladykillers
- 1988: Diplomat in Sachen Liebe (Indiscreet, Fernsehfilm)
- 1989: Schrecken der Nacht (Night Walk, Fernsehfilm)
- 1990: Dallas (Fernsehserie, 7 Folgen)
- 1992: 1775 (Kurzfilm)
- 1992: Out of Control
- 1993: Night Trap – Auf der Spur des Bössen (Night Trap)
- 1994: Die Nanny (The Nanny, Fernsehserie, 1 Folge)
- 1994: Death Wish V – Antlitz des Todes (Death Wish V: The Face of Death)
- 1994: In the Heat of Passion II: Unfaithful
- 1994: Munchie, der witzige Außerirdische (Munchie Strikes Back)
- 1995: Eiskalte Wut (Family of Cops, Fernsehfilm)
- 1996: Diagnose: Mord (Diagnosis Murder, Fernsehserie, Folge 4x06 „Schuss durch das Röntgenbild“)
- 1996: Beastmaster – Das Auge des Braxus (Beastmaster III: The Eye of Braxus, Fernsehfilm)
- 1996: Secret Agent Club (The Secret Agent Club)
- 1997: Wally Sparks – König des schlechten Geschmacks (Meet Wally Sparks)
- 1997–1999: Sunset Beach (Fernsehserie, 519 Folgen)
- 1998: Kids & Company – Kinder haften für ihre Eltern (Young Hearts Unlimited, Fernsehfilm)
- 2000: Wächter des Königs (The Kings Guard)
- 2001: The Perfect Wife (Fernsehfilm)
- 2001: The Meeksville Ghost
- 2002: 13th Child
- 2002: Nimm dich in Acht (You Belong to Me, Fernsehfilm)
- 2003–2012: Reich und Schön (The Bold and the Beautiful, Fernsehserie)
- 2005: Today You Die
- 2006: Seven Days of Grace
- 2011: Rosewood Lane
- 2011: Eine tierische Bescherung (My Dog’s Christmas Miracle)
- 2014: Haunted
- 2015: Kill Me, Deadly
- 2016: I Am Watching You (Fernsehfilm)
- 2016: A Cinderella Christmas (Fernsehfilm)
- 2017: Justice – Kein Erbarmen (Justice)
- 2017: Alex & The List
- 2024: Reagan

## Auszeichnungen
- 1985: Golden-Globe-Nominierung als beste weibliche Nebendarstellerin in Fackeln im Sturm
- 2005: Goldene Rose für die beste Soap-Darstellerin in Reich und Schön
- 2025: Goldene-Himbeere-Nominierung als Schlechteste Nebendarstellerin in Reagan